# Casa Robecchi Majnardi
Casa Robecchi Majnardi è un palazzo storico di Pavia, in Lombardia.

## Storia
L'edificio sorse tra il XV e il XVI secolo sopra abitazioni di età medievale (rimangono larghi tratti di muratura e aperture risalenti ai secoli XII e XIII) e romana, dato che il palazzo si affaccia lungo corso Mazzini, l'antico decumano della città in età classica. L'edificio era inserito in un vasto isolato (all'interno del quale si trovano ben cinque torri medievali) controllato nel Quattrocento dalla nobile famiglia dei Beccaria e confinava a ovest con la splendida dimora rinascimentale del giurista Giasone del Maino (demolita nel Settecento per la costruzione di palazzo Olevano). Nel XVIII secolo l'edificio fu prima di proprietà dei marchesi Uberto e Girolamo Olevano e poi dei marchesi Belcredi, e intorno al 1855 fu acquisito da Giuseppe Marozzi per poi passare ai Robecchi Majnardi.

## Descrizione
Il palazzo è frutto di vari interventi edilizi (non tutti coevi) spesso tesi a rimodellare e uniformare edifici di età medievale; presenta una pianta a “L”, determinata dal tracciato delle vie che lo circondano. La facciata su corso Mazzini è caratterizzata da due ingressi asimmetrici: quello ovest conduce, tramite un atrio, prima a un cortile e poi al giardino, mentre il secondo portone si apre sulla corte nobile del complesso, caratterizzata (al piano terra) dal portico su colonne di granito con arco centrale a sesto ribassato e archi laterali a tutto sesto, sottesi da una cornice in pietra. In un lato del cortile, il porticato del piano terreno è sdoppiato al primo piano da un loggiato su colonne che reggono archi ribassati, diversi tra loro per luce. La facciata su corso Mazzini è unificata al vertice dalla massiccia gronda in legno (databile ai secoli XV e XVI), mentre più in basso presenta elementi architettonici di diverse cronologie: infatti, accanto a porzioni dove è possibile ritrovare una tessitura muraria romanica, con letti di malta molto regolari e sottili e archi a tutto sesto in mattone, vi sono soluzioni architettoniche più tarde, quale il portale strombato a est, arricchito da uno stemma nella chiave di volta, e quello ovest, in pietra a bugnato, entrambi risalenti alla seconda metà del XVI secolo. Inoltre, una larga parte della facciata è ritmata dalle cornici di gusto settecentesco delle finestre e dalla serie dei poggioli, con mensola sagomata in pietra e balaustra in ferro battuto. In una delle sale del palazzo, nei primi decenni del Novecento fu rinvenuto un ciclo di affreschi raffiguranti le Storie dello Zodiaco opera di Federico Zuccari (che, tra il 1603 e il 1604, affrescò alcuni saloni del collegio Borromeo), che venne purtroppo staccato e venduto a privati. Il cicli, di cui si conserva documentazione fotografica, prevedeva le immagini dei pianeti (rappresentati dalle statue delle divinità) e le attività umane poste sotto l'influenza degli stessi, mentre alle colonne che inquadrano gli inserti paesaggistici erano appesi cartigli con i ritratti dei duchi di Milano.

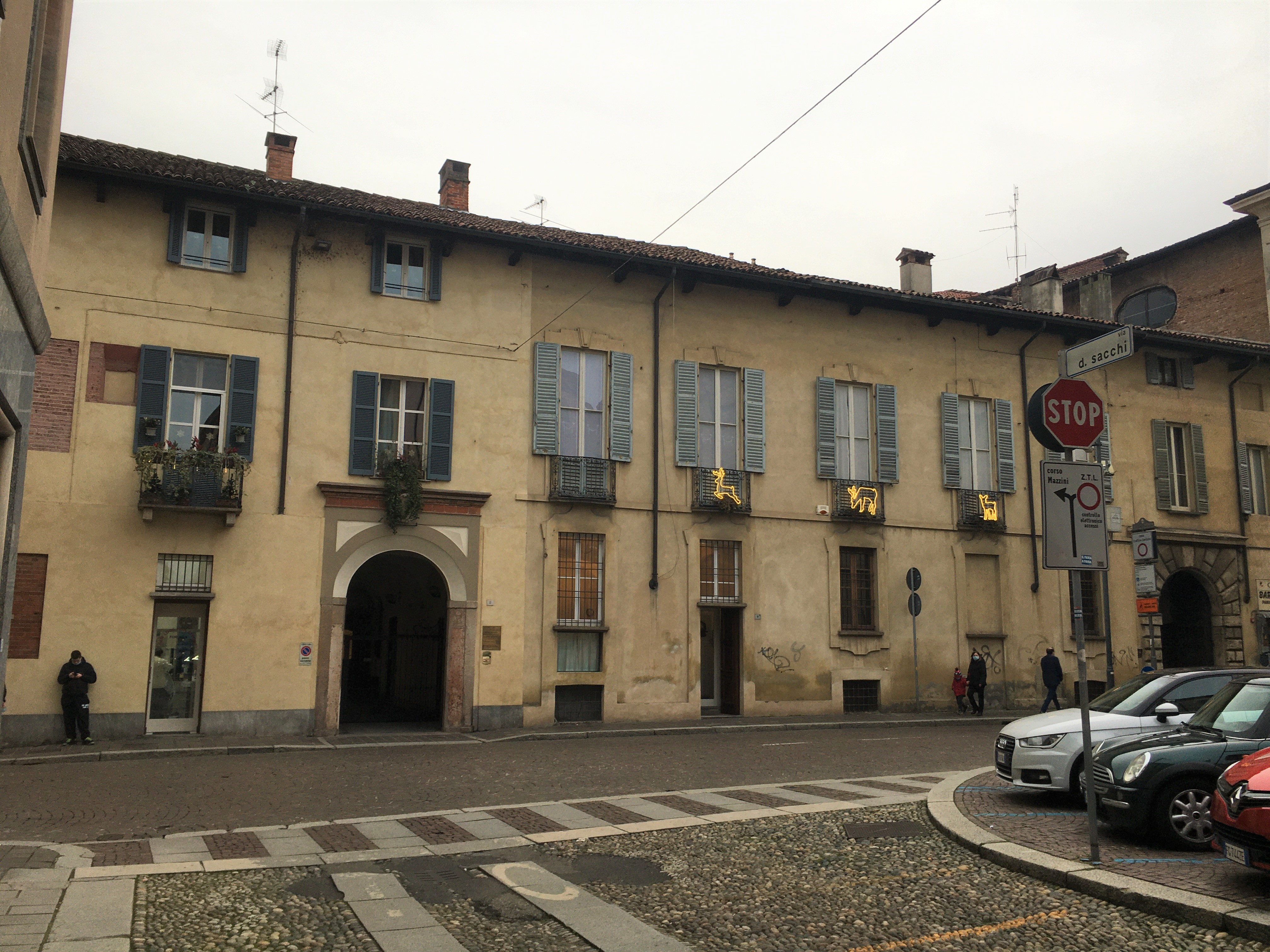
La facciata
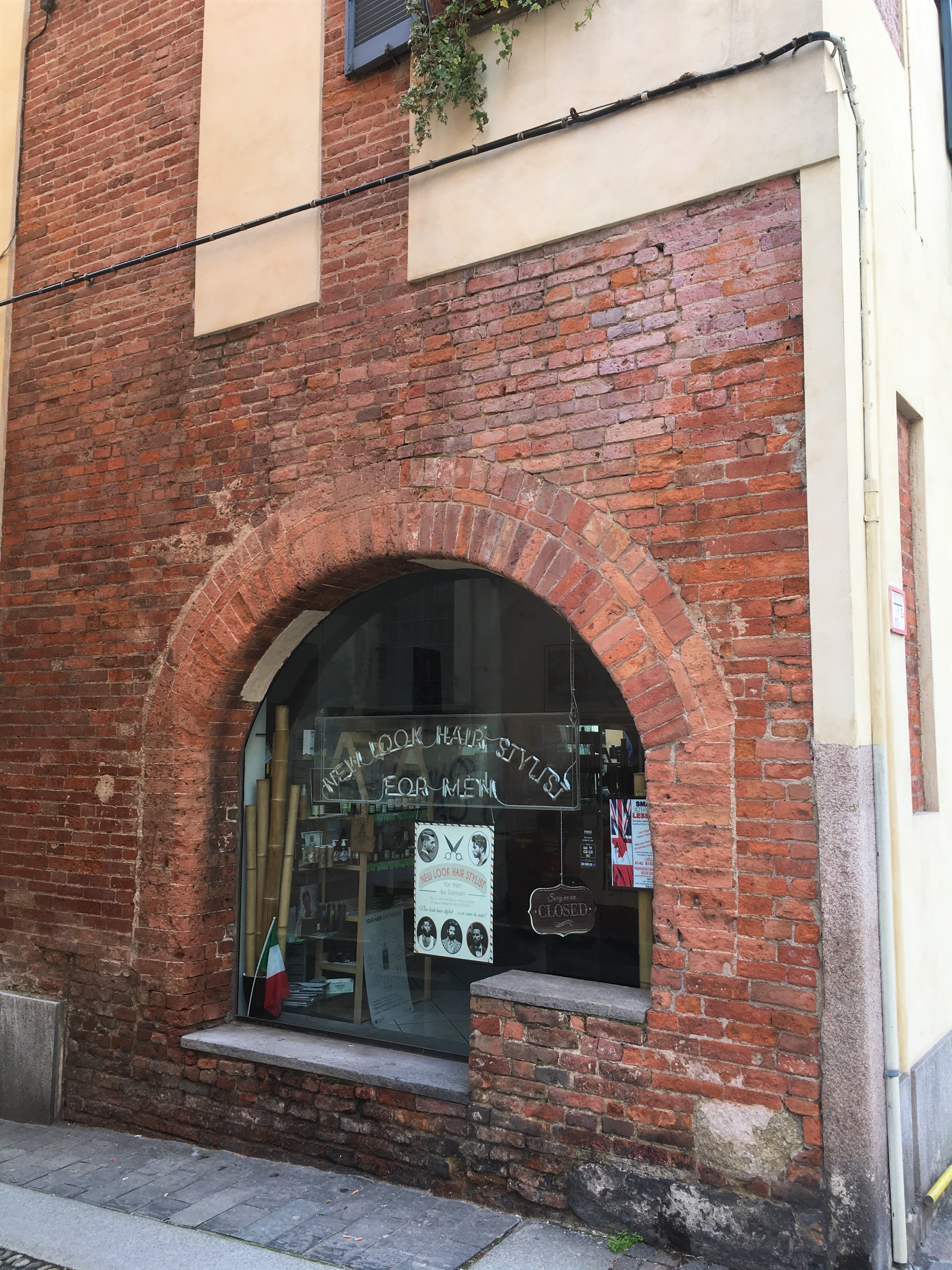
Una delle aperture romaniche (probabilmente l'ingresso di una bottega)
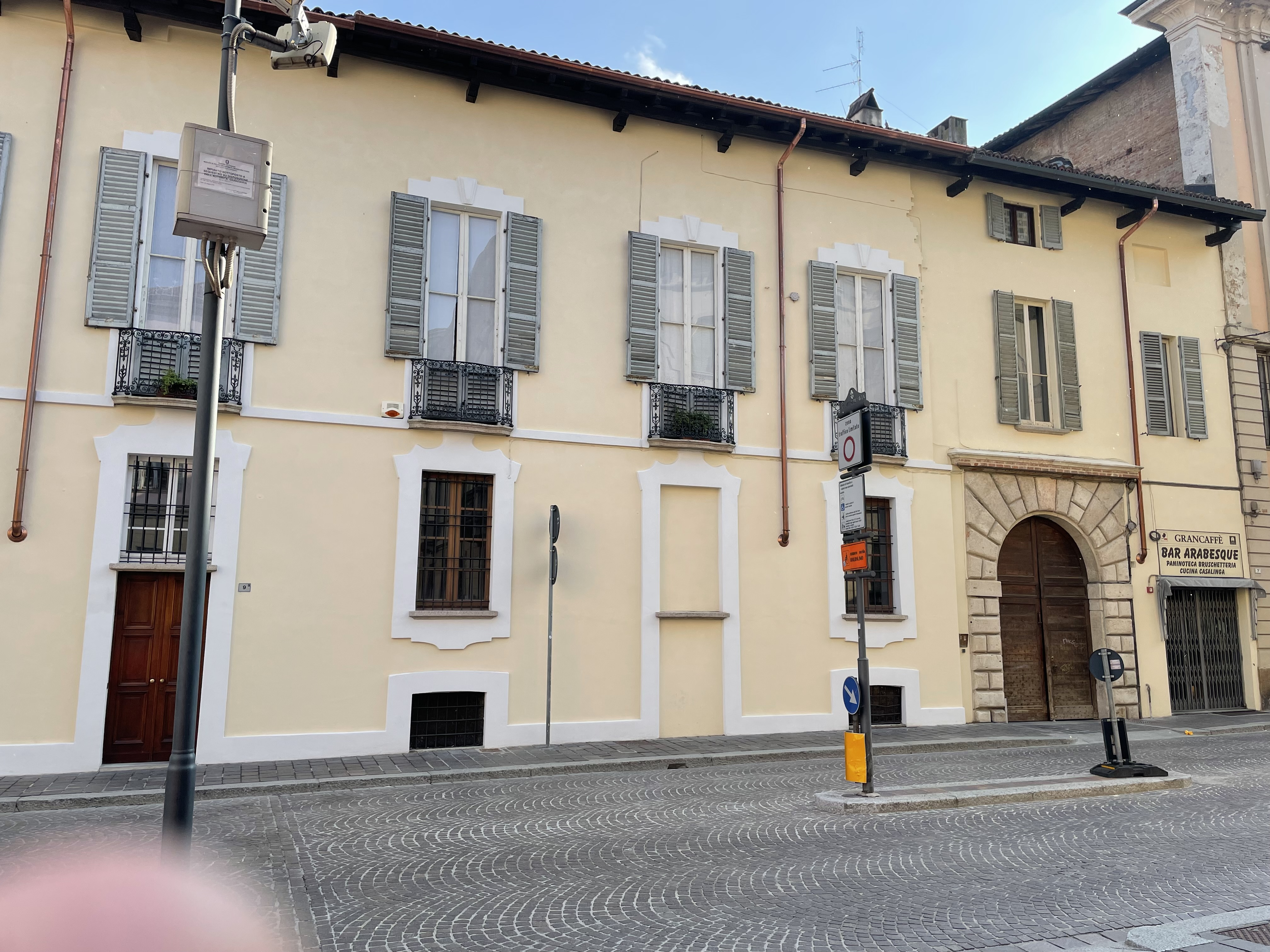
Dettaglio del portone bugnato.